# Mohawk Dutch
Het Mohawk Dutch zou een contacttaal zijn die werd gesproken in de Verenigde Staten, in het gebied ten westen van Albany (New York), in het dal van de Mohawk. Vanaf de 17e eeuw werd dit gebied gekoloniseerd door voornamelijk Nederlandse en Duitse immigranten. Zij spraken onder andere Leeg Duits. Omdat het dal van de Mohawk een van de laatste enclaves was waar uiteindelijk nog Nederlands werd gesproken, kreeg deze taal de naam Mohawk Dutch. Het Mohawk Dutch was een mengtaal van Nederlands, Duits en de taal van de Mohawk.
De laatste sprekers zouden tussen 1860 en 1880 zijn geboren, waarna de taal in de 20e eeuw uiteindelijk moet zijn verdwenen.

## Van Loon
In 1938 beschreef de Amerikaan Lawrence Gwyn Van Loon het Mohawk Dutch, inclusief een woordenlijst. Hij zou het tijdens zijn jeugd zelf hebben gehoord in de Mohawk Valley. Van Loon gaf echter niet aan waar hij zijn kennis vandaan haalde; de enige namen die hij noemde, waren meneer en mevrouw Dewitt Link, van wie hij enkele citaten gebruikte.
In 1980 publiceerde hij het verhaal 'Het poelmeisie', eveneens in Mohawk Dutch, zoals hij dat in 1915 gehoord had van mevrouw Dewitt Lynck.
Later bleek dat Van Loon voor een aantal van zijn andere werken gebruik had gemaakt van vervalste documenten, waardoor er ook twijfel ontstond over zijn beweringen over Mohawk Dutch. Zo bleek dat mevrouw Dewitt Lynck van Schotse afkomst was en geen woord Nederlands had gekend. Ook is het ongeloofwaardig dat 'Het poelmeisie' generaties lang in de gepresenteerde vorm behouden was gebleven. Tot slot was Van Loon bekend met onder andere Nederlands, Duits en Afrikaans, en is het goed mogelijk dat zijn eigen herinneringen aan het Mohawk Dutch daardoor zijn beïnvloed.
De grootvader van Van Loon, Walter Hill, had een boekje bijgehouden waarin hij het Mohawk Dutch beschreef. Naast uitleg over de grammatica bevat het een woordenlijst en enkele verhalen. Gezien de onbetrouwbaarheid van het werk van Van Loon, wordt soms ook getwijfeld aan de authenticiteit van het boekje van Hill.

## Classificatie
- Creoolse talen
  - Nederlands-gebaseerde talen
    - Petjo (Nederlands-Indië)
    - Javindo (Nederlands-Indië)
    - Mohawk Dutch (Verenigde Staten)
    - "Negro Dutch" (Verenigde Staten)
    - Leeg Duits ("Low Dutch", "Albany Dutch", "Jersey Dutch"; Verenigde Staten)
    - Negerhollands (Amerikaanse Maagdeneilanden)
    - Skepi (Guyana)
    - Berbice-Nederlands (Guyana)
    - Afrikaans (Zuid-Afrika; status als creooltaal betwist)